# 高橋清孝 (警察官僚)

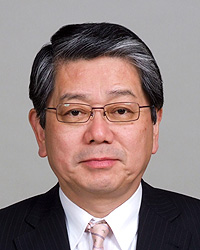

高橋 清孝（たかはし きよたか、1957年 - ）は、日本の警察官僚。第92代警視総監。

## 来歴
千葉県富里市出身。成田高等学校・付属中学校を経て、東京大学法学部卒業。1980年、警察庁入庁。同期に、坂口正芳、北村滋、岡本毅（岡本硝子社長、埼玉県警刑事部長）、金山泰介（日大危機管理学部教授、埼玉県警本部長）がいる。
北海道警本部長時代に北海道洞爺湖サミットの警備を指揮した。2008年8月に警視庁警備部長、2009年9月に内閣官房内閣審議官（内閣官房副長官補付）、2011年8月に警視庁副総監就任。2013年1月、警察庁警備局長に就任しテロ組織「イスラム国」などのテロ対策に取り組む。2015年8月4日に第92代警視総監に就任。2016年9月に勇退しその後第20代内閣危機管理監に就任。2019年4月、内閣危機管理監を退任。
2019年9月から日本生命保険相互会社特別顧問、2020年12月から日本製鉄顧問。

## 親族
妹の高橋祐子は実川幸夫衆議院議員の事務所で2009年まで事務員を務め、2011年に富里市議会議員となり、2019年に千葉県議会議員に転身し、職務の傍ら秋本真利衆議院議員の私設秘書を続けている。